# Resolutie 590 Veiligheidsraad Verenigde Naties
Resolutie 590 van de Veiligheidsraad van de Verenigde Naties werd unaniem aangenomen op 26 november 1986, en verlengde de UNDOF-waarnemingsmacht in de Golanhoogten met een half jaar.

## Achtergrond
Na de door Syrië begonnen Jom Kipoeroorlog kwamen Syrië en Israël overeen de wapens neer te leggen. Een waarnemingsmacht van de Verenigde Naties moest op de uitvoering van de twee gesloten akkoorden toezien. Tijdens de oorlog bezette Israël de Golanhoogten, die het in 1981 annexeerde.

## Inhoud
De Veiligheidsraad:
- Heeft het rapport van secretaris-generaal Javier Pérez de Cuéllar over de VN-waarnemingsmacht in beraad genomen.
- Besluit:
a. De partijen op te roepen om onmiddellijk resolutie 338 (1973) uit te voeren.
b. Het mandaat van de macht met een periode van zes maanden te verlengen, tot 31 mei 1987.
c. De secretaris-generaal te vragen tegen die tijd te rapporteren over de ontwikkelingen en de genomen maatregelen om resolutie 338 uit te voeren.

## Verwante resoluties
- Resolutie 586 Veiligheidsraad Verenigde Naties
- Resolutie 587 Veiligheidsraad Verenigde Naties
- Resolutie 592 Veiligheidsraad Verenigde Naties
- Resolutie 594 Veiligheidsraad Verenigde Naties

Lijst ·  581 ·  582 ·  583 ·  584 ·  585 ·  586 ·  587 ·  588 ·  589 ·  590 ·  591 ·  592 ·  593